# National Highway 155
National Highway 155 (NH 155) ist eine Hauptfernstraße im Bundesstaat Nagaland im Nordosten des Staates Indien mit einer Länge von 342 Kilometern. Sie beginnt in Mokokchung am NH 61 und verläuft zunächst in östlicher Richtung nach Tuenseng. Dort macht sie einen Knick nach Süden und führt nach Jessami an den NH 150. Im gesamten Verlauf hat der NH 155 zahlreiche Kurven, da er durchweg durch bergiges Terrain führt.